# Спадкоємці (фільм, 2008)
«Спадкоємці» (рос. «Наследники») — російський художній фільм 2008 року режисера Костянтина Одегова, екранізація повісті Сергія Козлова «Хлопчик без шпаги».

## Зміст
У сибірській глибинці жила звичайна родина. Батько працює на буровій вишці, а мати перебуває у лікарні. Син навчається в школі. Після певних невдач на роботі, батько починає пити і поступово залучає до алкоголю і дружину. Син залишається без батьківської уваги і шукає засоби до існування. Він починає торгувати краденими речами і якось до нього в руки потрапляє щось настільки цінне, що може змінити долю сім'ї.

## Ролі
- Павло Юрченко — Тимофій Трофимов
- Катерина Реднікова — Ірина Трофимова, мати Тимофія
- Денис Карасьов — Георгій Трофимов, батько Тимофія
- Володимир Толоконніков — дядя Стьопа
- Леонід Куравльов — глава адміністрації
- Олександр Голубков — Міша
- Юлія Галкіна — Надя
- Євгенія Лапова — Олена, вчитель історії
- Олександр Баширов — мужичок з балалайкою
- Олена Самохіна
- Леонід Окунєв
- Анатолій Бузинський
- Олексій Шлямін
- Амаду Мамадаков — чукча
- Ігор Гузун — Ісса, господар магазину
- Карен Бадалов — лікар

## Знімальна група
- Автор сценарію: Костянтин Одегов, Сергій Козлов
- Режисер: Костянтин Одегов
- Оператор: Радик Аскаров
- Композитор: Олексій Рибников
- Спецефекти: Ренат Юнусов